# Arthropod Structure & Development
Arthropod Structure & Development — провідний міжнародний морфологічний науковий журнал, що спеціалізується на публікації результатів досліджень структури, розвитку та функціональної морфології членистоногих. Засновано  1970 року.